# Sally Cove
Die Sally Cove (englisch für Aufbruchsbucht, in Chile Caleta Javiera) ist eine Bucht an der Nordwestseite von Horseshoe Island vor der Fallières-Küste des Grahamlands auf der Antarktischen Halbinsel. 
Das UK Antarctic Place-Names Committee benannte sie 1959. Namensgebend war der Umstand, dass die Bucht Startpunkt aller Hundeschlittenmannschaften des Falkland Islands Dependencies Survey auf Horseshoe Island war, deren Zielgebiet nördlich der Insel lag. Namensgeberin der chilenischen Benennung ist vermutlich eine Verwandte eines Teilnehmers der 2. Chilenischen Antarktisexpedition (1947–1948).